# Tulove grede
Tulove grede (Tulo, Tulovice) su čudnovati krški fenomen na Velebitu. Nalaze se u Parku prirode Velebit. Tulove grede, stjenoviti su greben izrazito strmih kukova izgrađen od vapnenačkih stijena, dužine oko 1 km, te s najvišim vrhom 1120 mnv. Ovu kršku formaciju čine tornjevi, stupovi i pukotine (žljebovi, točila). Južnim podnožjem grebena prevladava travnati dolac - Dolac poda Tulom.
Ime sadrži riječ gredu, koja označava veliku stijenu na hrbatu.:20., 22.
Tulove su grede povezane prometno. U 19. st. napravljena je cesta preko Tulovih greda - Majstorska cesta. Napravio ju je konstruktor Lujzinske ceste, Josip Kajetan Knežić. Cesta preko Tulovih greda građena je s južne strane. Počelo se 1827. godine. 
Uz ove su stijene vezane narodne predaje. Po narodnim predajama ondje su se legli zmajevi iz jaja, a u stijenama živjele su nevidljive velebitske vile. Treće mitsko biće u tim stijenama za koje se vjerovalo u puku jest Crna kraljica koja je donosila nesreću. To je mitsko biće dalo ime planinskom prijevoju Kraljičinim vratima.
Unutar ove kružne stjenovite formacije koja s jedne strane ima prirodni ulaz nalazi se izvor veoma hladne bistre pitke vode na dubini od nekoliko desetaka metara, a može ga se dosegnuti samo pomoću kante na dugom konopcu.
S južne strane Tulovih greda prekrasna je vrtača Dolac, jedna od lokacija na kojima je tijekom 60-ih po romanima Karla Maya sniman serijal filmova o Winnetouu. Tulove grede i okolne vrtače glumile su američki Divlji zapad, a brojni poklonici legendarnih njemačkih vesterna i danas su redoviti gosti Velebita.
Dijelovi ovog područja su još i danas minirani. Još je minirano 70 000 m2.

## Vanjske poveznice
- Planine - Tulove grede  Arhivirana inačica izvorne stranice od 27. prosinca 2011. (Wayback Machine)
- Tulove grede, a photo from Zadarska Zupanija, Coast | TrekEarth
- EZadar - Đir do Tulovih greda